# Rafael Kubelík
Rafael Kubelík (txec: Rafael Jeroným Kubelík)  (Býchory, 29 de juny de 1914 - Kastanienbaum, 11 d'agost de 1996), fou ser un director d'orquestra i compositor txec. L'any 1967 va adquirir la nacionalitat suïssa.

## Biografia
Kubelík va nàixer a Býchory, Bohèmia, aleshores part de l'Imperi Austrohongarès i avui dia República Txeca. Era el sisè fill del destacat violinista bohemi Jan Kubelík, al qual el jove Kubelík va descriure com «una mena de Déu per a mi». Va estudiar violí amb son pare, i després va continuar els estudis de violí al Conservatori de Praga, on també va estudiar composició i direcció d'orquestra. S'hi va graduar l'any 1933, a l'edat de 19 anys. Al concert de graduació va interpretar un concert de Paganini i una obra pròpia per a violí i orquestra. També era un bon pianista, i va fer d'acompanyant de son pare en una gira pels Estats Units l'any 1935.

### Carrera
L'any 1939 esdevingué director musical de l'Òpera de Brno, un càrrec que va mantenir fins que els nazis van provocar el tancament de la companyia el 12 de novembre de 1941. Els nazis van permetre que la Filharmònica Txeca continués fent concerts, i Kubelík n'esdevingué el director principal (ja havia dirigit aquesta formació l'any 1934, a l'edat de 20 anys). L'any 1944, després de diversos incidents, incloent-hi una ocasió en què va refusar de fer la salutació feixista davant del Protector del Reich — a més del seu refús d'interpretar Wagner durant la guerra — Kubelík «considerà oportú desaparèixer de Praga i mantenir-se amagat a la rodalia per por de caure en les urpes de la SS o la Gestapo».
Kubelík va dirigir el primer concert de l'orquestra després de la guerra, el maig de 1945. L'any 1946, va col·laborar en la fundació del Festival de Primavera de Praga, i en dirigí el primer concert. Però després del cop d'estat comunista de febrer de 1948, va abandonar Txecoslovàquia, jurant que no hi retornaria fins a l'alliberament del país. «He viscut sota una forma de tirania brutal, el nazisme», digué en una entrevista, «i com a principi em nego a viure sota una altra».

### Deserció
Va fugir del nou règim durant un viatge al Regne Unit. Hi anava a dirigir el Don Giovanni de Mozart al Festival de Glyndebourne, pel qual havia estat reclamat per recomanació de Bruno Walter (de qui Kubelík havia estat ajudant al Festival de Salzburg de 1937). Kubelík havia alertat la seua muller sobre la decisió de desertar només l'avió abandonara Txecoslovàquia. En arribar a Londres, Kubelík i la seua muller van renunciar a llurs passaports txecs.
L'any 1953, el partit comunista va condemnar el matrimoni in absentia per "estada il·lícita" a l'estranger. L'any 1956 el règim els va invitar a tornar «amb promesa de llibertat per fer el que jo vulguera», va dir Kubelík, però hi refusà. En una carta al diari londinenc The Times l'any 1957, Kubelík va dir que consideraria seriosament el seu retorn una vegada que tots els presoners polítics foren alliberats i que es donara la llibertat que se li prometia a ell a tots els asilats polítics a l'estranger. L'any 1966 va rebre de nou una invitació per a tornar, i novament va refusar-hi. L'any 1968, després que la Primavera de Praga va ser aixafada per la invasió soviètica, va organitzar un boicot internacional, al qual es van sumar la major part dels artistes occidentals més destacats.
Finalment, Kubelík tornà a Praga després de la caiguda del comunisme, dirigint la Filharmònica Txeca amb ocasió del Festival de Primavera de Praga de 1990.
L'any 1950, esdevingué director musical de l'Orquestra Simfònica de Chicago, càrrec que va elegir després d'una oferta de l'Orquestra Simfònica de la BBC per succeir Sir Adrian Boult com a director titular, i on va tenir entre altres alumnes el florentí Piero Bellugi. Però l'any 1953, va dimitir. Entre les raons d'aquesta decisió es va apuntar que se sentia "assetjat" (citant la revista Time) pels "despietats atacs" (citant el New Grove Dictionary of Music and Musicians) de la crítica musical del Chicago Tribune Claudia Cassidy. Però el crític del Chicago Sun-Times, Robert C. Marsh, va dir l'any 1972 que van ser els patrons de la Chicago Symphony els qui estigueren darrere del seu abandó. La crítica principals dels patrons — i també de Cassidy — era que havia programat massa obres contemporànies (al voltant de 70). Els enregistraments fets per Kubelík a Chicago, molts d'ells disponibles en CD, són avui dia molt admirats pels crítics.
Després d'abandonar Chicago, esdevingué director musical de la Royal Opera House, Covent Garden des de 1955 fins a 1958. Entre els seus èxits al Covent Garden cal esmentar la producció de Les Troyens de Hector Berlioz de l'any 1957, que només es va interpretar una vetlada. Tot i que el Covent Garden desitjava renovar el seu contracte, va estimar-se més no fer-ho, en part a causa d'una carta que el ja ancià Sir Thomas Beecham va enviar als diaris, i en la que deplorava el recurs a artistes "estrangers" per part de la Royal Opera. Llavors, Kubelík acceptà el càrrec de director musical de l'Orquestra Simfònica de la Ràdio de Baviera l'any 1961, i hi va romandre fins a l'any 1979, quan es va retirar. La relació de Kubelík amb l'Orquestra Simfònica de la Ràdio de Baviera és considerada generalment com el punt culminant de la seua carrera, tant des del punt de vista artístic com des del professional.
L'any 1971, Göran Gentele, nou director general de la Metropolitan Opera de Nova York, li va demanar a Kubelík que acceptara el recentment creat càrrec de Director Musical del Met. Kubelík hi va acceptar, en part a causa de la seua estreta relació artística amb Gentele. La mort de Gentele en accident d'automòbil l'any 1972 va soscavar les raons de Kubelík per treballar-hi. La primera producció que hi va dirigir com a director musical va ser Les Troyens. Abans del seu debut, i en la seua mateixa primera temporada al Met, Kubelík ja havia dirigit en altres teatres, la qual cosa va fer que no se centrara completament en la seua nova responsabilitat amb el resultat de tensions al si de la companyia i que es posara en qüestió la seua posició com a director. El resultat va ser que Kubelík va dimitir l'any 1974, després de només 6 mesos com a director musical.
En la seua etapa post-txecoslovaca, treballà amb orquestres de la categoria de la Filharmònica de Berlín, Simfònica de Boston, Reial del Concertgebouw, Filharmònica de Viena, Filharmònica d'Israel i Simfònica de Chicago. La seua penúltima aparició com a director va tenir lloc a l'octubre de 1991 amb l'Orquestra Simfònica de Chicago; finalment, l'orquestra li va dedicar una fanfàrria, homenatge que poques vegades ha ofert als seus directors. El seu últim concert va ser amb la Filharmònica Txeca.

### Retir
L'any 1985, la malaltia (principalment una greu artritis en l'espatla) va provocar la seua retirada de la direcció orquestral, però la caiguda del comunisme al seu país el va portar a acceptar l'any 1990 la invitació a dirigir la Filharmònica Txeca al festival que ell mateix havia fundat, el Festival de Primavera de Praga. Va enregistrar La meva pàtria, de Bedřich Smetana en viu amb la Filharmònica Txeca per al segell Supraphon, la quarta vegada que enregistrava aquesta obra. També va enregistrar la Simfonia Praga de Mozart i la Simfonia del nou Món d'Antonín Dvorák al Festival. Durant els assajos de la Simfonia del nou Món, va dir als músics: «És per mi una alegria escoltar-vos. Sempre desitjava aquest so però mai no el vaig trobar enlloc, amb cap altra orquestra del món. Aquesta octava [nota] és grandiosa!»

### Compositor
Entre les seues obres hi ha cinc òperes, diverses simfonies, tres Rèquiems, altres obres corals i moltes obres de cambra.

### Vida privada
L'any 1943 es va casar amb la violinista txeca Ludmilla Bertlova. El seu fill, Martin Kubelík (1946) és historiador de l'arquitectura. Bertlova va morir l'any 1961 a causa de les ferides patides en un accident d'automòbil a Suïssa, on llavors residia el matrimoni. L'any 1963 es va tornar a casar amb la soprano australiana Elsie Morison (1924).
Kubelík va morir l'any 1996 a Kastanienbaum, al Cantó de Lucerna, Suïssa. Les seues cendres van ser enterrades al cementiri on estava enterrat son pare, el Cementiri Vyšehrad de Praga.

## Premis
- Premi Sonning (1983; Dinamarca)

## Discografia
Kubelík va enregistrar un vast repertori, en molts casos més d'una vegada cada obra. Hi ha dos enregistraments complets de tres dels majors cicles simfònics - els de Johannes Brahms, Robert Schumann i Ludwig van Beethoven. Quan enregistrà el primer cicle complet de les simfonies de Beethoven per a Deutsche Grammophon, va insistir a usar nou orquestres diferents, una per cada simfonia. La seua versió de les simfonies de Gustav Mahler (enregistrades entre 1967 i 1971 amb l'Orquestra Simfònica de la Ràdio de Baviera) es considera com una de les versions essencials. D'aquesta versió, Daniel Barenboim va dir: «Sovint pensava que se m'havia escapat quelcom de Mahler fins que vaig escoltar Kubelík. Hi ha per descobrir en aquestes obres molt més que una forma generalitzada d'entusiasme extravertit. Això és el que va mostrar Kubelík». Kubelík també deixà enregistraments molt admirats d'òperes de Verdi (el seu Rigoletto va ser enregistrat a La Scala amb Dietrich Fischer-Dieskau), Mozart, Leoš Janáček i d'altres, incloent-hi Wagner, la música del qual va evitar durant la guerra, però que dirigí amb èxit posteriorment.
La discografia completa de Kubelík és enorme, amb música de totes les èpoques, des de Malcolm Arnold fins a Jan Dismas Zelenka, amb enregistraments d'estudi i en viu. Al costat dels cicles simfònics complets de Beethoven, Brahms, Dvorák i Mahler, Kubelík va enregistrar òpera o obres orquestrals de Bach, Mozart, Haydn, Txaikovski, Wagner, Verdi i molts d'altres, incloent-hi compositors contemporanis.
| Compositor  | Obra                                                         | Data   | Orquestra                                    | Enregistrament       |
| ----------- | ------------------------------------------------------------ | ------ | -------------------------------------------- | -------------------- |
| Bartók      | Concert per a orquestra                                      | 1974   | Orquestra Simfònica de Boston                | Deutsche Grammophon  |
| Beethoven   | Simfonia núm. 4                                              | 1975   | Orquestra Filharmònica d'Israel              | Deutsche Grammophon  |
| Beethoven   | Simfonia núm. 5                                              | 1973   | Orquestra Simfònica de Boston                | Deutsche Grammophon  |
| Beethoven   | Simfonia núm. 6                                              | 1973   | Orquestra de París                           | Deutsche Grammophon  |
| Beethoven   | Simfonia núm. 7                                              | 1974   | Orquestra Filharmònica de Viena              | Deutsche Grammophon  |
| Beethoven   | Simfonia núm. 8                                              | 1975   | The Cleveland Orchestra                      | Deutsche Grammophon  |
| Beethoven   | Simfonia núm. 9                                              | 1975   | Orquestra Simfònica de la Ràdio de Baviera   | Deutsche Grammophon  |
| Beethoven   | Concert per a violí (Ida Haendel solista)                    | 1951   | Philharmonia Orchestra                       | Desconegut           |
| Berg        | Concert per a violí                                          | 1971   | Orquestra Simfònica de la Ràdio de Baviera   | Deutsche Grammophon  |
| Brahms      | Un Rèquiem alemany                                           | 1978   | Orquestra Simfònica de la Ràdio de Baviera   | Desconegut           |
| Bruckner    | Simfonia núm. 3                                              | 1954   | Orquestra Reial del Concertgebouw            | Radio Nederland      |
| Bruckner    | Simfonia núm. 3                                              | 1985   | Orquestra Simfònica de la Ràdio de Baviera   | Sony Classical       |
| Bruckner    | Simfonia núm. 8                                              | 1963   | Orquestra Simfònica de la Ràdio de Baviera   | Orfeo                |
| Bruckner    | Simfonia núm. 9                                              | 1985   | Orquestra Simfònica de la Ràdio de Baviera   | Orfeo                |
| Dresden     | Dansflitsen                                                  | 1954   | Orquestra Reial del Concertgebouw            | Radio Nederland      |
| Dvorák      | Variacions simfòniques (B.66), en do major                   | 1974   | Orquestra Simfònica de la Ràdio de Baviera   | Deutsche Grammophon  |
| Dvorák      | Obertura per a un drama de F. F. Samberk                     | 1973-4 | Orquestra Simfònica de la Ràdio de Baviera   | Deutsche Grammophon  |
| Dvorák      | Obertura dramàtica Hussita                                   |        | Orquestra Simfònica de la Ràdio de Baviera   | Deutsche Grammophon  |
| Dvorák      | Obertura de Concert "En el reialme de la Natura"             |        | Orquestra Simfònica de la Ràdio de Baviera   | Deutsche Grammophon  |
| Dvorák      | Obertura de Concert "Carnaval"                               | 1977   | Orquestra Simfònica de la Ràdio de Baviera   | Deutsche Grammophon  |
| Dvorák      | Obertura de Concert "Otel·lo"                                |        | Orquestra Simfònica de la Ràdio de Baviera   | Deutsche Grammophon  |
| Dvorák      | Scherzo capriccioso                                          | 1975   | Orquestra Simfònica de la Ràdio de Baviera   | Deutsche Grammophon  |
| Dvorák      | Simfonia núm. 1                                              | 1973   | Orquestra Filharmònica de Berlín             | Deutsche Grammophon  |
| Dvorák      | Simfonia núm. 2                                              | 1973   | Orquestra Filharmònica de Berlín             | Deutsche Grammophon  |
| Dvorák      | Simfonia núm. 3                                              | 1973   | Orquestra Filharmònica de Berlín             | Deutsche Grammophon  |
| Dvorák      | Simfonia núm. 4                                              | 1973   | Orquestra Filharmònica de Berlín             | Deutsche Grammophon  |
| Dvorák      | Simfonia núm. 5                                              | 1973   | Orquestra Filharmònica de Berlín             | Deutsche Grammophon  |
| Dvorák      | Simfonia núm. 6                                              | 1973   | Orquestra Filharmònica de Berlín             | Deutsche Grammophon  |
| Dvorák      | Simfonia núm. 7                                              | 1950   | Orquestra Reial del Concertgebouw            | Radio Nederland      |
| Dvorák      | Simfonia núm. 7                                              | 1971   | Orquestra Filharmònica de Berlín             | Deutsche Grammophon  |
| Dvorák      | Simfonia núm. 8                                              | 1966   | Orquestra Filharmònica de Berlín             | Deutsche Grammophon  |
| Dvorák      | Simfonia núm. 9                                              | 1973   | Orquestra Filharmònica de Berlín             | Deutsche Grammophon  |
| Dvorák      | La bruixa de migdia                                          | 1974   | Symphonieorchester des Bayerischen Rundfunks | Deutsche Grammophon  |
| Dvorák      | L'ondina                                                     | 1974   | Symphonieorchester des Bayerischen Rundfunks | Deutsche Grammophon  |
| Dvorák      | The Wild Dove                                                | 1974   | Symphonieorchester des Bayerischen Rundfunks | Deutsche Grammophon  |
| Dvorák      | 1976                                                         |        | Symphonieorchester des Bayerischen Rundfunks | Deutsche Grammophon  |
| Grieg       | Concert per a piano                                          | 1964   | Orquestra Filharmònica de Berlín             | Deutsche Grammophon  |
| Hindemith   | Música de Cambra núm. 5                                      | 1966   | Orquestra Simfònica de la Ràdio de Baviera   | Bayerischer Rundfunk |
| Hindemith   | Konzertmusik per a viola i gran orquestra de cambra (Op. 48) | 1963   | Orquestra Simfònica de la Ràdio de Baviera   | Bayerischer Rundfunk |
| Hindemith   | Der Schwanendreher, per a viola i orquestra                  | 1968   | Orquestra Simfònica de la Ràdio de Baviera   | Bayerischer Rundfunk |
| Janáček     | Concertino                                                   | 1970   | Orquestra Simfònica de la Ràdio de Baviera   | Deutsche Grammophon  |
| Janáček     | El diari d'un desaparegut                                    |        | Orquestra Simfònica de la Ràdio de Baviera   | Deutsche Grammophon  |
| Janáček     | Missa glagolítica                                            |        | Orquestra Simfònica de la Ràdio de Baviera   | Deutsche Grammophon  |
| Janáček     | Sinfonietta                                                  | 1970   | Orquestra Simfònica de la Ràdio de Baviera   | Deutsche Grammophon  |
| Janáček     | Taras Bulba                                                  | 1951   | Orquestra Reial del Concertgebouw            | Radio Nederland      |
| Janáček     | Taras Bulba                                                  | 1970   | Orquestra Simfònica de la Ràdio de Baviera   | Deutsche Grammophon  |
| Mahler      | Simfonia núm. 1                                              | 1967   | Orquestra Simfònica de la Ràdio de Baviera   | Deutsche Grammophon  |
| Mahler      | Simfonia núm. 1                                              | 1979   | Orquestra Simfònica de la Ràdio de Baviera   | Bayerischer Rundfunk |
| Mahler      | Simfonia núm. 2                                              | 1969   | Orquestra Simfònica de la Ràdio de Baviera   | Deutsche Grammophon  |
| Mahler      | Simfonia núm. 2                                              | 1982   | Orquestra Simfònica de la Ràdio de Baviera   | Bayerischer Rundfunk |
| Mahler      | Simfonia núm. 3                                              | 1967   | Orquestra Simfònica de la Ràdio de Baviera   | Deutsche Grammophon  |
| Mahler      | Simfonia núm. 4                                              | 1968   | Orquestra Simfònica de la Ràdio de Baviera   | Deutsche Grammophon  |
| Mahler      | Simfonia núm. 5                                              | 1971   | Orquestra Simfònica de la Ràdio de Baviera   | Deutsche Grammophon  |
| Mahler      | Simfonia núm. 5                                              | 1981   | Orquestra Simfònica de la Ràdio de Baviera   | Bayerischer Rundfunk |
| Mahler      | Simfonia núm. 6                                              | 1968   | Orquestra Simfònica de la Ràdio de Baviera   | Deutsche Grammophon  |
| Mahler      | Simfonia núm. 7                                              | 1970   | Orquestra Simfònica de la Ràdio de Baviera   | Deutsche Grammophon  |
| Mahler      | Simfonia núm. 8                                              | 1970   | Orquestra Simfònica de la Ràdio de Baviera   | Deutsche Grammophon  |
| Mahler      | Simfonia núm. 9                                              | 1967   | Orquestra Simfònica de la Ràdio de Baviera   | Deutsche Grammophon  |
| Mahler      | Simfonia núm. 10                                             | 1968   | Orquestra Simfònica de la Ràdio de Baviera   | Deutsche Grammophon  |
| Mendelssohn | Concert per a violí                                          | 1951   | Orquestra Reial del Concertgebouw            | Radio Nederland      |
| Mozart      | Eine kleine Nachtmusik                                       | 1962   | Orquestra Filharmònica de Viena              | EMI                  |
| Mozart      | Missa Núm. 9 (Missa brevis)                                  | 1973   | Orquestra Simfònica de la Ràdio de Baviera   | Deutsche Grammophon  |
| Mozart      | Simfonia núm. 36                                             | 1962   | Orquestra Filharmònica de Viena              | EMI                  |
| Rakhmàninov | Concert per a piano núm. 2                                   | 1951   | Orquestra Reial del Concertgebouw            | Radio Nederland      |
| Schönberg   | Concert per a piano                                          | 1972   | Orquestra Simfònica de la Ràdio de Baviera   | Deutsche Grammophon  |
| Schönberg   | Concert per a violí                                          | 1972   | Orquestra Simfònica de la Ràdio de Baviera   | Deutsche Grammophon  |
| Schubert    | Simfonia núm. 9                                              | 1960   | Royal Philharmonic Orchestra                 | EMI                  |
| Schumann    | Concert per a piano                                          | 1964   | Orquestra Filharmònica de Berlín             | Deutsche Grammophon  |
| Smetana     | La meua pàtria                                               | 1971   | Orquestra Simfònica de Boston                | Deutsche Grammophon  |
| Tansman     | Música per a Orquestra                                       | 1950   | Orquestra Reial del Concertgebouw            | Radio Nederland      |
| Txaikovski  | Simfonia núm. 4                                              | 1961   | Orquestra Filharmònica de Viena              | EMI                  |
| Verdi       | Rigoletto                                                    | 1964   | Orquestra del Teatre alla Scala              | Deutsche Grammophon  |
| Wagner      | Lohengrin                                                    | 1971   | Orquestra Simfònica de la Ràdio de Baviera   | Deutsche Grammophon  |
| Weber       | Der Freischütz                                               | 1980   | Orquestra Simfònica de la Ràdio de Baviera   | Decca                |
| Weber       | Oberon                                                       | 1970   | Orquestra Simfònica de la Ràdio de Baviera   | Deutsche Grammophon  |